# Chantal van den Broek-Blaak
Chantal van den Broek-Blaak (født 22. oktober 1989) er en hollandsk landevejscykelrytter, som kører for Boels-Dolmans. 

## Karriere
Blaak blev hollandsk juniormester i enkeltstart i 2006 og 2007.  Hun blev europæisk mester i landevejsløb for kvinder under 23 i 2009 og blev nummer tre i Ronde van Drenthe løbet i UCI Women's Road World Cup samme år.
Blaak begyndte sin professionelle karriere i 2008 med det hollandske AA Drink Cycling Team og fortsatte med holdet indtil det blev opløst i slutningen af 2012. Derefter cyklede hun for det amerikanske cykelhold TIBCO / To The Top i 2014. I 2014 blev hun en del af Specialized–lululemon og vandt sit første UCI Women's Road World Cup-løb, Open de Suède Vårgårda. Efterfølgende blev det annonceret, at Blaak ville forlade holdet sammen med sponsorerne Specialized Bicycle Components og lululemon Athletica og holdkammeraten Evelyn Stevens for i stedet at blive en del af Boels-Dolmans for 2015-sæsonen.
I 2017 vandt hun VM i linjeløb i Bergen. Hun vandt foran australske Katrin Garfoot og danske Amalie Dideriksen.

## Meritter
2008
2009
 Europamester landevejscykling
3 Ronde van Drenthe
1 Parel van de Veluwe
1 Kasseien Omloop Exloo
2 i de nederlandske mesterskaber i landevejscykling
2011
Vinder af 2. etape RaboSter Zeeuwsche Eilanden
1 Erpe-Mere
3 i de nederlandske mesterskaber i landevejscykling
2012
2 Ronde van Gelderland
7-Dorpenomloop Wijk en Aalburg
 Bronze VM i kvindernes holdtidsørsel (med AA Drink-Leontien.nl)
2014
 VM Holdkørsel
1 Open de Suède Vårgårda
1 Drentse 8
Vinder af 3. og 5. etape Energiewacht Tour
2015
1 Le Samyn des Dames
1 RaboRonde Heerlen
Vinder af 3. etape Emakumeen Euskal Bira
2 Omloop van het Hageland
 Sølv VM Holdkørsel (med Boels Dolmans)
 Bronze NK Tijdrijden
2016
1 Le Samyn des Dames
1 Ronde van Drenthe
1 Gent-Wevelgem
2 Omloop Het Nieuwsblad
3 Flandern Rundt
Vinder af 1. etape (TTT) Energiewacht Tour (sammen med Ellen van Dijk, Romy Kasper, Amalie Dideriksen, Nikki Harris, Christine Majerus)
Vinder af 2. etape Energiewacht Tour
1 Open de Suède Vårgårda ploegentijdrit (World Tour)
 sammenlagt vinder af Holland Ladies Tour
 Kombination Klassement
 Sølv i de nederlandske mesterskab i enkeltstart
2017
1  i Linjeløb ved VM i landevejscykling
1  Hollandsk mester i linjeløb
Healthy Ageing Tour
Vinder af 2. (ITT) & 4. etape
2 Omloop Het Nieuwsblad
3 Flandern Rundt
8 Gent-Wevelgem